# Engelska

En är det engelska språkets språkkod enligt ISO 639-1, men inte enligt ISO 639-2 och ISO 639-3, där den är eng.

Engelska (English) är ett västgermanskt språk, dock starkt påverkat av bland annat franska och latin. Det är världens mest spridda språk och fungerar i många delar av världen som lingua franca.

## Historia
Engelskan är ett västgermanskt språk. Det nu talade västgermanska språk som räknas som närmast besläktat med engelskan är lågskotskan (Scots) och därefter frisiskan. Uppemot 7 500 ord i engelskans aktiva ordförråd är franska lånord som en följd av den normandiska invasionen av England år 1066 efter slaget vid Hastings. Germanska språkvarieteter kom även tidigare till de brittiska öarna på 400-talet med olika germanska stammar. Dessa har traditionellt beskrivits som främst saxare (talande saxiska dialekter) och angler (talande angliska dialekter) som tillsammans fått beteckningen anglosaxare, samt även jutar, friser och franker. Britannien hade tidigare varit bebott främst av kelter, som talade keltiska språk, men dessa trängdes undan av germanerna. De keltiska folken fortsatte länge att vara dominerande i Skottland och Wales samt på Irland. De keltiska språken återfinns även i modern tid som iriska, skotsk gaeliska och kymriska, och fanns t.o.m. år 1777 i Cornwall.
Det fornengelska språk, som etablerades i England kom sedan att påverkas av senare inflyttningar. Under 800-talet utgjorde danska, norska och svenska vikingar en maktfaktor i England och många fornnordiska ord upptogs i engelskan, ex. knife/kniv. Även pronomen som ”they” (de), ”their” (deras) och ”them” (dem) togs upp i det engelska språket vilket är anmärkningsvärt i språkutbytessammanhang och tyder på stort skandinaviskt inflytande över det dåvarande engelska språket. Under samma tid skrevs hjälteeposet Beowulf, det mest kända litterära verket på fornengelska.
Engelskan, som från denna tid (ca 1100) benämns medelengelska, blandades nu med betydande romanska influenser från franskan. Man ska dock akta sig från att tro att det engelska språket ändrades snabbt, som stavningen indikerar. Det var främst just bara stavningen som ändrades i och med ovana normander som skulle skriva engelska med franska stavningsregler. Det fornengelska språket förändrades gradvis under medeltidens gång. Folket talade engelska medan hovet och den administrativa klassen som följde i spåren av normandernas invasion (präster, skatteuppbärare med flera) talade franska. Denna franska påverkan kom att bestå i drygt tre hundra år tills Englands band med Frankrike definitivt bröts i och med hundraårskriget (1337–1453). Många högreståndsord lånades in från franskan. Spåren av denna påverkan märks bland annat i ord för mat. En levande hjort heter ”deer” (gammalt germanskt ord, besläktat med ”djur”), medan hjortkött heter ”venison” (inlånat ord från franskan). Lånorden från denna tid är även ord som används i administrationen inom till exempel militären (till exempel lieutenant av franska lieu tenant, ”ställföreträdare”), skatteväsendet och det juridiska systemet.
Under 1400-talet skedde ett omfattande vokalskifte, vilket är en anledning till att engelskans stavning skiljer sig mycket från uttalet. Det är från denna tid den nuvarande engelskan räknas som ”modern” engelska.
Det brittiska imperiets växande makt från 1600-talet gjorde engelskan till ett världsspråk och USA:s ökande inflytande under 1900-talet förstärkte denna ställning ytterligare.
Vissa teorier gör gällande att engelskan ursprungligen är ett kreolspråk, det vill säga språk som ursprungligen varit pidginspråk, men som används som modersmål. Ett pidginspråk används som kontaktspråk för människor med olika modersmål. De har enkel och osofistikerad grammatik. Med tanke på det enorma antalet ord med franskt ursprung så skulle man kunna se den moderna engelskan som ett anglosaxiskt-franskt kreolspråk. Fornengelskan hade tre genus, maskulinum, femininum och neutrum, till skillnad från den moderna engelskan som inte delar upp ord i genus. Fornengelskans rika böjningssystem har försvunnit i den moderna engelskan.

## Grammatik
Engelskans grammatik är baserad på dess germanska rötter. Engelskan har relativt få böjningar jämfört med de flesta andra indoeuropeiska språk. I stället används funktionsord och ordföljd i större utsträckning för att ge grammatisk information. Engelskan är därmed i ganska hög grad ett analytiskt språk.  Engelskans verbsystem är ganska omfattande och komplicerat och många verb böjs oregelbundet. 

### Satsens uppbyggnad
Engelskan är ett tämligen strikt SVO-språk, det vill säga ett språk där i deklarativa satser (påståendesatser) subjektet placeras före predikatet, och där objektet följer efter detta predikat. Den strikta ordföljden nödvändiggörs av det faktum att subjekt och objekt ej markeras morfologiskt med hjälp av till exempel ändelser, det vill säga att ett substantiv  ser likadant ut oavsett om det används som subjekt eller objekt.
| The               | dog               | bit               | the               | cat               |                   | The               | cat               | bit               | the               | dog |
| best. art.        | hund              | bet               | best. art.        | katt              | best. art.        | katt              | bet               | best. art.        | hund              |     |
| subjekt           | subjekt           | predikat          | objekt            | objekt            | subjekt           | subjekt           | predikat          | objekt            | objekt            |     |
| Hunden bet katten | Hunden bet katten | Hunden bet katten | Hunden bet katten | Hunden bet katten | Katten bet hunden | Katten bet hunden | Katten bet hunden | Katten bet hunden | Katten bet hunden |     |

I interrogativa satser (frågesatser) placeras visserligen ett hjälpverb först i satsen, men den inbördes ordningen på subjekt och objekt förändras vanligen inte, det vill säga, subjektet kommer före objektet.
| Is                   | the                  | dog                  | biting               | the                  | cat                  |                      | Is                   | the                  | cat                  | biting               | the                  | dog |
| hjälpverb            | best. art.           | hund                 | bitande              | best. art.           | katt                 | hjälpverb            | best. art.           | katt                 | bitande              | best. art.           | hund                 |     |
| predikat             | subjekt              | subjekt              | predikat             | objekt               | objekt               | predikat             | subjekt              | subjekt              | predikat             | objekt               | objekt               |     |
| Biter hunden katten? | Biter hunden katten? | Biter hunden katten? | Biter hunden katten? | Biter hunden katten? | Biter hunden katten? | Biter katten hunden? | Biter katten hunden? | Biter katten hunden? | Biter katten hunden? | Biter katten hunden? | Biter katten hunden? |     |

Imperativa satser (befallningar) är subjektslösa, och predikatet placeras först i satsen.
| Bite       | the        | cat        |            | Bite       | the        | dog |
| bit        | best. art. | katt       | bit        | best. art. | hund       |     |
| predikat   | objekt     | objekt     | predikat   | objekt     | objekt     |     |
| Bit katten | Bit katten | Bit katten | Bit hunden | Bit hunden | Bit hunden |     |

### Substantiv
Till skillnad från de flesta andra indoeuropeiska språk använder sig modern engelska inte av grammatiskt genus. Man skiljer visserligen på naturligt genus (ibland kallat sexus) i pronominalsystemet, men substantiven är inte indelade i genuskategorier som svenskans n-genus och t-genus.

#### Plural
I engelskan bildas plural regelmässigt genom att ändelsen -s fogas till substantivet: cat -- cats, dog -- dogs. Denna pluraländelse kan dock uppträda i ett par olika former, varav några redovisas här. Om substantivet slutar på -s, -ch, -sh, -x, eller -z så uppträder formen -es: bus -- buses, church -- churches; men om substantivet är av grekiskt ursprung slutar på -arch, används dock den vanliga formen: monarch -- monarchs. Vissa substantiv som slutar på -o använder sig av denna allomorf: tomato -- tomatoes. Även substantiv som slutar på -y direkt efter en konsonant använder sig av -es, och i dessa fall ändras dessutom -y till -i-: country -- countries. Om -y föregås av en vokal används dock den vanliga formen: day -- days.
Det finns också ett väsentligt antal oregelbundna pluralbildningar, till exempel ox -- oxen, foot -- feet (omljud), sheep -- sheep.

#### Attribut
Vad gäller placeringen av olika sorter av bestämningar till ett substantiv följer engelskan i allt väsentligt samma regler som svenskan. 
Adjektivattribut placeras före substantivet. Observera också att adjektiven inte böjs efter substantivets numerus. 
| black            | dog        |                  | black         | dogs |
| svart            | hund       | svarta           | hundar        |      |
| adjektivattribut | huvudord   | adjektivattribut | huvudord      |      |
| svart hund       | svart hund | svarta hundar    | svarta hundar |      |

Genitivattribut uppträder i två former, varav den ena placeras före substantivet, medan den andra fogas efter substantivet med hjälp av prepositionen of. Vilken typ av genitivattribut som används bestäms huvudsakligen av semantiska och pragmatiska avgöranden.
| The             | dog's           | bone        |             | The         | bone            | of              | the             | dog |
| best. art.      | hund GEN        | ben         | best. art.  | ben         | PREP            | best. art.      | hund            |     |
| genitivattribut | genitivattribut | huvudord    | huvudord    | huvudord    | genitivattribut | genitivattribut | genitivattribut |     |
| Hundens ben     | Hundens ben     | Hundens ben | Hundens ben | Hundens ben | Hundens ben     | Hundens ben     | Hundens ben     |     |

Relativsatser placeras efter huvudordet, och fogas vanligen till detta med hjälp av that, who eller which.
| The                   | dog                   | that                  | bit                   | the                   | cat                   |                 | The             | girl            | who             | smiled |
| best. art.            | hund GEN              | REL                   | bet                   | best. art.            | katt                  | best. art.      | flicka          | REL             | log             |        |
| huvudord              | huvudord              | relativsats           | relativsats           | relativsats           | relativsats           | huvudord        | huvudord        | relativsats     | relativsats     |        |
| Hunden som bet katten | Hunden som bet katten | Hunden som bet katten | Hunden som bet katten | Hunden som bet katten | Hunden som bet katten | Flickan som log | Flickan som log | Flickan som log | Flickan som log |        |

## Ordförråd
Nästan utan undantag är de germanska orden (som innefattar alla de grundläggande såsom pronomen och konjunktioner) kortare och mer informella än de av latinskt och romanskt ursprung. En engelsktalande kan ofta välja mellan germanska och romanska synonymer: "come" eller "arrive" (att komma), "sight" eller "vision" (syn), "freedom" eller "liberty" (frihet). Ibland kan den talande också välja mellan ett ord som ärvts via franskan och ett som inlånats direkt från latinet: "oversee", "survey" eller "supervise" (övervaka). Sådana synonymer har något olika betydelser, varför språket kan användas på ett flexibelt sätt för att uttrycka fina nyanser. 
I vardagsspråk är huvuddelen av orden normalt germanska. Om en talare vill uttrycka sig kraftfullt och tvärt används vanligen germanska ord. Huvuddelen av orden med latinskt ursprung används vanligtvis i mer formellt tal- och skriftspråk, som i en domstol eller en encyklopedisk artikel. 
Kännetecknande för engelska är att dess aktiva ordförråd är så stort och föränderligt. Engelskan tar lätt upp tekniska termer i vardagsspråk och lånar in nya ord som ofta blir allmänt använda. Dessutom ger slang nya betydelser till gamla ord.

### Antal ord i engelskan
Engelskans ordförråd är utan tvivel mycket stort, men att sätta en specifik siffra för dess storlek är mer en fråga om definition än om beräkning. Till skillnad från vissa andra språk har engelskan ingen språkakademi som kan definiera officiellt accepterade ord. Ord nybildas regelbundet inom medicin, naturvetenskap och teknik. Vissa av dessa får vidare spridning medan andra förblir hos en mindre grupp.  Främmande ord som används i invandrargemenskaper tas ofta upp i den större språkgemenskapen. Ålderdomliga, dialektala och regionala ord kan betraktas som "engelska" eller inte.  
Oxford English Dictionary (andra upplagan) inkluderar över 500 000 uppslagsord med en ganska inkluderande hållning:
den tar inte bara in standardspråket i litteratur och tal, nuvarande, föråldrat eller ålderdomligt, utan även det huvudsakliga tekniska ordförrådet och ett stort inslag av dialektalt språk och slang  (enligt OED:s supplement 1933).
Svårigheten att fastställa antalet ord ökas av att nya varianter av engelska framträder.

### Ords ursprung
En datorstödd genomsökning av omkring 80 000 ord i den gamla Shorter Oxford Dictionary (tredje upplagan) som publicerades i Ordered Profusion av Thomas Finkenstaedt och Dieter Wolff (1973) uppskattade ordens ursprung som följer:
- franska, inklusive fornfranska och anglofranska: 28,3 %
- latin, inklusive modernt vetenskapligt och tekniskt latin: 28,24 %
- forn- och medelengelska, fornnordiska och nederländska: 25 %
- grekiska: 5,32 %
- ingen angiven etymologi: 4,03 %
- avledda från egennamn: 3,28 %
- alla andra språk: mindre än 1 %[15]

I engelskan finns det cirka ett tusental ord av fornnordiskt ursprung, men de skandinaviska språken har i modern tid inte lånat ut särskilt många ord till engelskan. Ett litet antal sådana återfinns ändock i engelskan. Av svenskt ursprung är ombudsman (”ombudsman”), lingonberry ("lingon")  och smorgasbord (”smörgåsbord”). Av nordiskt ursprung är även orienteering (”orientering”). Svenska uppfinnare har lånat ut sina namn till vissa begrepp, till exempel Anders Celsius för temperaturskalan Celsius och Anders Jonas Ångström för våglängdsenheten ångström, ofta skriven som angstrom. Begreppen sloyd (”slöjd”) och glogg (”glögg”) används ibland också. Isländskan har tillhandahållit saga (”saga”) och geyser (”gejser”), norskan fjord, slalom och även ski (”skida”) och finskan, som dock inte är ett nordiskt språk i lingvistisk mening, sauna (”bastu”).

## Fonologi

### Vokaler
Det är vokalerna som skiljer sig mest från område till område.
Där tecken förekommer i par motsvarar det första ljudet det som används i nordamerikansk engelska och den engelska som talas på andra ställen. 
Vokalen U kan stå för antingen /u/ eller /ju/.
| IPA         | Beskrivning                                                       | Exempel     | Kommentarer |
| monoftonger | monoftonger                                                       | monoftonger | monoftonger |
| ----------- | ----------------------------------------------------------------- | ----------- | --- |
| i/iː        | Sluten främre orundad vokal                                       | bead        | |
| ɪ           | Halvsluten halvfrämre orundad vokal                               | bid         | |
| ɛ           | Mellansluten främre orundad vokal                                 | bed         | |
| æ           | Halvöppen främre orundad vokal                                    | bad         | |
| ɒ           | Öppen bakre rundad vokal                                          | bod         | Nordamerikansk engelska saknar detta ljud och ord med detta ljud uttalas med /ɑ/ eller /ɔ/. Enligt The Canadian Oxford Dictionary (1998) förekommer detta ljud i standardkanadensisk engelska. |
| ɔ           | Mellanöppen bakre rundad vokal                                    | pawed       | Många dialekter av nordamerikansk engelska saknar denna vokal. |
| ɑ/ɑː        | Öppen bakre orundad vokal                                         | bra         | |
| ʊ           | Halvsluten halvbakre rundad vokal                                 | good        | |
| u/uː        | Sluten bakre rundad vokal                                         | booed       | |
| ʌ/ɐ         | Mellanöppen bakre orundad vokal Halvöppen central vokal           | bud         | |
| ɝ/ɜː        | Mellanöppen central orundad vokal                                 | bird        | Den nordamerikanska varianten av detta ljud är en r-färgad vokal. |
| ə           | Schwa                                                             | Rosa's      | Många talare av nordamerikansk engelska skiljer inte mellan dessa två obetonade vokaler. För dem uttalas roses och Rosa's likadant, och det tecken som vanligtvis används är schwa /ə/.        |
| ɨ           | Sluten central orundad vokal                                      | roses       | Detta ljud transkriberas ofta med /i/ eller med /ɪ/. |
| diftonger   |                                                                   |             | |
| eɪ          | Mellansluten främre orundad vokal Sluten främre orundad vokal     | bayed       | |
| oʊ/əʊ       | Mellansluten bakre rundad vokal Halvsluten halvbakre rundad vokal | bode        | |
| aɪ          | Öppen främre orundad vokal Halvsluten halvfrämre rundad vokal     | buy         | |
| aʊ          | Öppen främre orundad vokal Halvsluten halvbakre rundad vokal      | bough       | |
| ɔɪ          | Mellanöppen bakre rundad vokal Sluten främre orundad vokal        | boy         | |

### Konsonanter
Detta är engelskans konsonantsystem med tecken från internationella fonetiska alfabetet (IPA).
|                     | bilabial | labio- dental | inter- dental | alveolar | post- alveolar | palatal | velar | glottal |
| ------------------- | -------- | ------------- | ------------- | -------- | -------------- | ------- | ----- | ------- |
| klusil              | p b      |               |               | t d      |                |         | k g   |         |
| nasal               | m        |               |               | n        |                |         | ŋ 1   |         |
| flapp               |          |               |               | ɾ 2      |                |         |       |         |
| frikativa           |          | f v           | θ ð 3         | s z      | ʃ ʒ 4          |         | x 5   | h       |
| affrikata           |          |               |               |          | tʃ dʒ 6        |         |       |         |
| approximant         |          |               |               | ɹ 7      |                | j       |       |         |
| lateral approximant |          |               |               | l, ɫ     |                |         |       |         |

|             | labiovelar |
| ----------- | ---------- |
| approximant | ʍ w 8      |

## Geografisk fördelning

Mörkblå färg markerar länder där engelska är officiellt eller de facto officiellt språk. Ljusblå markerar länder och områden där engelska är officiellt men inte främsta språk.